# Gmina zbiorowa Landesbergen
Gmina zbiorowa Landesbergen (niem. Samtgemeinde Landesbergen) – dawna gmina zbiorowa położona w niemieckim kraju związkowym Dolna Saksonia, w Nienburg (Weser). Siedziba administracji gminy zbiorowej znajdowała się w miejscowości Landesbergen.
1 listopada 2011 gmina zbiorowa połączyła się z gminą samodzielną Stolzenau tworząc nową gminę zbiorową Mittelweser.

## Podział administracyjny
Do gminy zbiorowej Landesbergen należały cztery gminy:
1. Estorf
2. Husum
3. Landesbergen
4. Leese